# Bimota
Bimota ist ein italienischer Motorradhersteller mit Sitz in Rimini, der sich in der Vergangenheit auf den exklusiven Umbau und die Veredelung italienischer und japanischer Motorräder spezialisiert hatte. Das Unternehmen bestand zunächst von 1973 bis zur Insolvenz im Jahre 2000; seit 2005 gibt es das Unternehmen wieder. Im Oktober 2019 übernahm Kawasaki 49,9 Prozent von Bimota, der bisherige Eigentümer, der Schweizer Marco Chiancianesi, behält mit 50,1 Prozent die Mehrheitsanteile an Bimota. Zum 1. Januar 2025 waren in Deutschland 975 Bimota-Krafträder zum Straßenverkehr zugelassen.

## Geschichte

### Rennsport
Bimota wurde 1973 von Valerio Bianchi, Giuseppe Morri und Massimo Tamburini gegründet und stellte zu Beginn Zubehörteile für Motorräder her. Zunächst befassten sich die Inhaber mit der Entwicklung von Fahrwerkskits für die Yamaha TZ-Baureihe (TZ 250, TZ 350), die entweder als Komplettpaket oder in Teilen von Fahrern erworben werden konnte. 1975 wurde Johnny Cecotto Motorrad-Weltmeister in der Klasse bis 350 cm³ auf Bimota-Yamaha. Damit war der internationale Durchbruch für den Hersteller erreicht. Für die Rennabteilungen von Harley-Davidson, Morbidelli und Paton entwickelte Bimota in den Jahren 1976 und 1977 spezielle Fahrwerke. Der Privatfahrer Jon Ekerold  wurde 1980 Weltmeister in der Klasse bis 350 cm³ auf Bimota-Yamaha. 1987 gewann Bimota die Formula-TT-Weltmeisterschaft, der Vorläufer der Superbike-Weltmeisterschaft, mit Virginio Ferrari auf einer Bimota YB-4 R.

### Serie
1975 stellte Bimota sein erstes Straßenmodell die HB-1 vor, die auf der Honda CB750 Four basierte. 1976 folgte ein Fahrwerk mit dem Motor der Suzuki GS 750  (SB-2); erfolgreich war die 1978 vorgestellte KB-1 mit dem Motor der Kawasaki Z1, die in 827 Exemplaren geliefert wurde. Der von Bimota entwickelte charakteristische Gitterrohrrahmen trug, neben der Vollverkleidung, wesentlich zum Erfolg von Bimota bei. 1985 wechselte Massimo Tamburini zu Cagiva, sein Nachfolger als Chefkonstrukteur wurde Pierluigi Marconi. 1988 wurde erstmals in der Modellreihe der Gitterrohrrahmen durch einen Brückenrahmen aus Leichtmetallprofilen ersetzt. 1990 erschien die unkonventionelle Bimota Tesi 1D, auf deren Radnabenlenkung Giuseppe Morri ein Patent hielt.
Bimota tat sich in den 1990er Jahren zunehmend schwerer, seine exklusiven Motorräder zu verkaufen. Der Grund lag, neben dem hohen Preis, auch an den immer perfekter werdenden Serienmaschinen aus Japan.

„Sportlich ambitionierte Motorradfahrer [hatten in den 1980er Jahren] gute Gründe, eine Bimota zu kaufen. Schließlich verhalf ihr das extrem verwindungssteife Chassis zu traumhaften Fahreigenschaften, verglichen mit den 'Wackeleimern', die seinerzeit von der japanischen Motorradindustrie feil geboten wurden. […] Die Zeiten sind mittlerweile aber vorbei, die japanischen Großserienmaschinen setzten längst die Standards.“

Bimota verwendete für die Straßenmotorräder stets Top-Modelle von Honda, Kawasaki, Suzuki und Yamaha – mit eigenem Rahmen und Zubehörteilen. Bei der Modellbezeichnung steht der erste Buchstabe für den Hersteller des Motors, der zweite Buchstabe steht für Bimota, und die Zahl ist eine laufende Nummer, sie bezeichnet die Modellreihe. Demnach bedeutet beispielsweise HB-1:  Honda-Motor (H), Bimota-Modell (B), das erste Modell (1). Die häufigsten Bezeichnungen sind:
- BMW (BB)
- Ducati (DB)
- Honda (HB)
- Kawasaki (KB)
- Suzuki (SB) und
- Yamaha (YB)

Eine Ausnahme hinsichtlich der Modellbezeichnung bilden die VDue mit eigenem Zweizylinder-V-Zweitaktmotor sowie die Tesi-Modelle mit Ducati-Motor und einer ungewöhnlichen Radnabenlenkung – worauf das italienische Wort tesi (dt. These) anspielt.

## 1975 bis 2000
Bis 1999 stellte Bimota 49 verschiedene Modelle für die Straße und weitere für den Rennsport her.
| Baureihe  | Bauzeit   | Motor | Stückzahlen | Bild |
| --------- | --------- | --- | ----------- | ---- |
| HB-1      | 1975–1976 | Motor der Honda CB750 Four | 10          |      |
| SB-1      | 1976–1980 | Rennmotorrad, Motor der Suzuki TR 500, Gewicht etwa 120 kg. | ~ 50        |      |
| SB-2      | 1977–1979 | Motor der Suzuki GS 750. Eine zweite Version, die SB2/80, folgte im Jahre 1980 mit 30 Stück. Sie hatte einen Stahlrohrrahmen, der auf Höhe des Zylinderkopfes geteilt war, und dort auf jeder Seite mit einer Kegelverbindung gehalten von nur drei 6-mm-Schrauben verbunden war. Eine weitere Besonderheit war die auf Kettenritzelhöhe positionierte Schwingenlagerung, die es erlaubte, den Kettendurchhang extrem zu minimieren, da es beim Einfedern keine Veränderung gab. Ihr Gewicht lag dank des Leichtbaus inklusive Magnesiumrädern bei etwa 180 kg. | 140         |      |
| KB-1      | 1978–1982 | Motor der Kawasaki Z1 | 827         |      |
| SB-3      | 1980–1983 | Motor der Suzuki GS 1000 | 402         |      |
| KB-2      | 1981–1984 | Motor der Kawasaki 500/500 | 177         |      |
| HB-2      | 1981–1984 | Motor der Honda 900 | 193         |      |
| SB-4      | 1983–1984 | Motor der Suzuki GSX 1100 | 272         |      |
| YB-4 E.I. | 1988–1989 | Motor der Yamaha FZR 750 | 303         |      |
| YB-5      | 1987–1988 | Motor der Yamaha 1200; das erste Serienmodell mit Yamaha-Motor. | 208         |      |
| Tesi 1D   | 1990–1991 | Motor der Ducati 851 mit Radnabenlenkung | 127         |      |
| YB-10     | 1991–1994 | Motor der Yamaha FZR 1000 Exup 3LE, war das letzte Modell der YB-Reihe mit GFK Verkleidungen | 224         |      |
| DB2       | 1993–1995 | Motor der Ducati 900 SS | 408         |      |
| SB-6/R    | 1994–1998 | Motor der Suzuki GSX 1100 W; Rahmenbrüche und auch Schäden am selbsttragenden Heck wurden gemeldet. Die 200 in den Jahren 1997–1998 gebauten SB-6 R waren im Grunde eine notwendige Reaktion auf die Kritik an der SB-6. In diesem Modell wurden die Schwachstellen überarbeitet. Der Rahmen wurde verstärkt und mit einem wesentlich stabilerem Lenkkopf versehen. Das GFK-Rahmenheck wurde in Carbon gebaut, und die Verkleidung ebenfalls verändert. Die Ansaug- und Auspuffteile wurden besser abgestimmt und die Leistung des 1100er nun optimal genutzt. Die 6R war das letzte von Bimota auf den Markt gebrachte Vierzylinder-Motorrad mit Suzukimotor. | ~ 1144      |      |
| SB-7      | 1994–1995 | Motor der Suzuki GSXR 750 W SP Version | 200         |      |
| YB-9/SRi  | 1994–1998 | Motor der Yamaha FZR 600. Der Vierzylinder-Reihenmotor mit 599 cm³ erzielt 74 kW bei 11.500/min, als Höchstgeschwindigkeit werden 250 km/h angegeben, als Trockenmasse 175 kg. An Vordergabel und Federbein werden Paioli-Elemente verwendet, vorne kommen 320-mm-Doppelscheiben- und hinten 230-mm-Einscheibenbremsen von Brembo zum Einsatz. 1996 kam die SRi heraus, die u. a. eine Einspritzung statt Vergaser sowie breitere 180er Reifen gegenüber den 160ern der Vorgängerin verwendet. Von der YB-9 Sri wurden 225 Exemplare gefertigt. | 651         |      |
| BB-1      | 1995–1997 | Motor der BMW F 650 | 376         |      |
| YB-11     | 1996–1998 | Motor der Yamaha 1000. Dieses Modell der YB-Reihe war die letzte Baustufe mit den Fünfventilern von Yamaha. Im Unterschied zu den Vormodellen wie YB 6/8/10 hatte die YB 11 den Motor der Yamaha Thunderace mit der Bezeichnung YZF 1000R 4SV. Der 1000R hat den Nockenwellenantrieb wie die FZR Motoren in der Mitte zwischen den Zylindern, während der R1 diesen an der Seite hat. Die YB 11 ist mit zwei Sitzplätzen ausgestattet | 650         |      |
| Vdue      | 1997–2005 | Der kurzhubige (Bohrung 72 mm, Hub 61,25 mm) Zweizylinder-Zweitaktmotor hat etwa 500 cm³ Hubvolumen mit 90°-V-Stellung der Zylinder. Jeder Kolben arbeitet auf eine eigene Kurbelwelle, die über Zahnräder gekoppelt sind. Die in der ersten Entwicklungsphase eingesetzte Direkteinspritzung wurde zugunsten von 39-mm-Dell’Orto-Vergasern aufgegeben. Die Einlaßsteuerung übernehmen Membranen, die Auslässe werden von Schiebern gesteuert. Auch der Primärantrieb zum 6-Gang-Getriebe erfolgt per Zahnrad, die Mehrscheiben-Trockenkupplung wird hydraulisch betätigt. Die Leistung von Testmaschinen gibt Bimota mit 110 PS an. | 150         |      |
| SB-8K     | 2000      | Motor der Suzuki TL1000. Dieses Motorrad war schon vor der Neugründung im Programm von Bimota, damals allerdings mit dem Zusatzbuchstaben R. Es gab wie heute zwei unterschiedliche Modelle, zum einen die Standardversion SB8 R, sowie die SB8 R Speziale, bei der die gesamte Verkleidung aus CFK besteht. Das Heck war selbsttragend, benötigte also keinen zusätzlichen Heckrahmen. Das Modell wurde für den Einsatz in der Superbike-Weltmeisterschaft entwickelt und in der für die Teilnahme an dieser Meisterschaft benötigten Stückzahl produziert. Die heutige Version der SB8 gibt es wieder in zwei Varianten. Zum einen in der Variante Santamonica und zum anderen in der Variante Gobert, die an den Einsatz der SB8 im Jahre 2000 in der Superbike-Weltmeisterschaft mit dem Fahrer Anthony Gobert erinnern soll. Dieser hatte beim dritten Renneinsatz der SB8 überhaupt auf Phillip Island in Australien den Sieg im ersten Lauf errungen. Die SB8 zeichnet sich durch eine Besonderheit aus: Der Rahmen besteht aus einem Verbund aus Aluminium und CFK. Die beiden Komponenten sind verklebt und verschraubt und bilden einen Brückenrahmen. Eine weitere Besonderheit sitzt im Verborgenen. Die Einspritzdüsen sind bei der SB8 K radial angeordnet. Diese Anordnung hat sich Bimota patentieren lassen. Auch dieses Modell folgt wieder der Bimota-Philosophie für den Leichtbau; die SB8 K wiegt lediglich 175 kg. | ~ 150       |      |

## Seit 2005
| Baureihe        | Bauzeit   | Motor | Bild |
| --------------- | --------- | --- | ---- |
| DB-5 Mille 992  | 2006–2007 | Die DB5 Mille ist ein leichtes verkleidetes Sportmotorrad und wurde ab 2006 gebaut. Bimota hat sich dem aktuellen PS-Wettrüsten der großen Hersteller entzogen und setzt stattdessen auf Leichtbau, was in einem geringen Trockengewicht von 165 kg zum Ausdruck kommt. Herzstück der DB5 Mille ist der luftgekühlte 90°-V-Twin 1000 Mille von Ducati mit 992 cm³ Hubraum und seiner drehmomentorientierten Abstimmung. Als Höchstleistung gab Bimota 92 PS bei 8.000/min an, das maximale Drehmoment von 92 Nm liegt bei 5.500/min an. Das Fahrwerk besteht aus einem CrMo-Stahl-Gitterrohrrahmen mit gefrästen Aluminium-Seitenteilen, einer TiN-beschichteten 43 mm Öhlins-Upside-Down-Gabel und einem voll einstellbaren 120-mm-Monofederbein ebenfalls vom Hersteller Öhlins. Zwei Brembo-Vorderradbremsen mit je 4 Radialzylinder und 298er-Bremsscheiben, sowie 2 Bremszylinder und einer 220er Bremsscheibe hinten, verzögern die Maschine. |      |
| DB-5S RE 1100   | 2007–     | Die DB5S RE ist ein leichtes verkleidetes Sportmotorrad und wurde 2007 der Öffentlichkeit vorgestellt. Trockengewicht von 185 kg. Herzstück der DB5 ist der luft-/ölgekühlte 90°-V-Twin 1100 DS von Ducati mit 1079 cm³ Hubraum und seiner drehmomentorientierten Abstimmung. Als Höchstleistung gibt Bimota 70 kW bei 7.750/min an, das maximale Drehmoment von 94 Nm liegt bei 4.000/min an. Das Fahrwerk besteht aus einem CrMo-Stahl-Gitterrohrrahmen mit gefrästen Aluminium-Seitenteilen, einer TiN-beschichteten 50 mm Marzocchi R.A.C.-Upside-Down-Gabel und einem voll einstellbaren 130-mm-Monofederbein vom Hersteller Extrem-Tech. Letzteres wird direkt von einer filigranen Fachwerk-Cantilever-Schwinge aus einem Stahl-Aluminium-Verbund betätigt. |      |
| DB-5R 1100      | 2007–     | Mitte 2006 präsentierte Bimota eine weitere DB-5-Variante, die DB-5R. Sie unterscheidet sich von der DB5S 1100 durch insgesamt 4 kg leichtere OZ-Schmiederäder, eine Titan-Auspuffanlage von ZARD mit angepasstem Mapping des Steuergerätes, eine größere Brembo-Hinterradbremse mit 230er statt 220er Bremsscheiben und eine Anti-Hopping-Kupplung. Diverse Verkleidungsteile sind aus Kohlenstofffaserverstärktem Kunststoff (Kohlenfaser, Carbon, CFK) gefertigt. Einstellbare Öhlins-Dämpfer runden das Bild ab. Bimota gibt ca. 5 PS Mehrleistung und ca. 10 % mehr Drehmoment für die DB5R an, das Trockengewicht liegt bei 169 kg. |      |
| DB-6 Delirio/6R | 2007–     | Die 2006 vorgestellte DB-6 Delirio ist die Naked-Bike-Variante der DB-5. Mit dieser ist sie technisch weitgehend baugleich. Motor, Rahmen und Schwinge sind identisch, jedoch muss der Fahrer auf die Öhlins-Fahrwerkskomponenten verzichten und mit einer TiN-beschichteten 50 mm Marzocchi-Upside-Down-Gabel und einem Extreme-Tech-Federbein vorliebnehmen. Pilotiert wird das Motorrad mit einer konifizierten Lenkstange statt Lenkerstummeln. Front und Heck haben ein eigenständiges Design. Das Leergewicht liegt bei 177 kg. Nachdem Ducati den DS-Motor von 992 auf 1.079 cm³ aufstockte, kam auch in der DB-6 Delirio diese Hubraumvariante zum Einsatz. Ende 2007 stellte Bimota auf der Mailänder Motorradmesse EICMA die DB-6R vor. Im Gegensatz zur Standardvariante besitzt die R-Version Schmiedefelgen sowie diverse Veränderungen und Anbauteile aus Carbon. Die DB-6R ist hierdurch sieben Kilogramm leichter als die DB-6 Delirio. |      |
| DB-7            | 2008–     | Ende 2007 stellte Bimota ihr bislang neuestes und stärkste Modell vor. Mit der komplett neu entwickelten DB-7 soll an die alte Superbike-Tradition des Unternehmens angeknüpft werden. Als Antrieb wird, anders als bei den aktuellen DB-Modellen der aktuelle Ducati-Vierventil-Motor mit 1099 cm³ (Testastretta Evolution-V2) verwendet. Der Verbundrahmen besteht aus einem Mix aus ovalen Stahlrohren und gefrästen Aluminiumplatten. Auch die Hinterradschwinge ist nach dem gleichen Verbundprinzip aufgebaut. Die Federelemente werden von Marzocchi (Upside-Down-Gabel) und Extrem Tech (Federbein) geliefert und sind voll einstellbar. Die Bremsanlage bilden vorne zwei Vierkolben-Brembo-Monobloc-Zangen, die radial verschraubt sind, sowie eine Brembo-Doppelzange hinten. Die Bremsleitungen sind stahlummantelt, die Räder aus geschmiedetem Aluminium gefertigt. Um das von Bimota angegebene Trockengewicht von 170 kg zu erreichen, wurden unter anderem das Verkleidungsoberteil sowie die Sitzbank aus kohlenstofffaserverstärktem Kunststoff in selbsttragender Bauweise ausgeführt. Durch diese Konstruktion konnten Instrumentenhalter und Heckrahmen entfallen. Der Auspuffendtopf sitzt an der Seite und nicht unter der Sitzbank wie bei anderen DB-Modellen. Dies spart ebenfalls Gewicht, da hier auf eine aufwendige Krümmerführung verzichtet werden kann und der Schwerpunkt mehr ins Zentrum des Motorrads rückt. Bimota plant mit diesem Modell in Zukunft in die Superbike-Weltmeisterschaft einzusteigen und so die Rennsport-Tradition der Marke wiederzubeleben und fortzuführen. So würde die DB-7 die SB-8 beerben, die als letztes Modell von Bimota offiziell bei einer Weltmeisterschaft (im Jahr 2000) teilnahm. |      |
| Tesi 2D         | 2005–2006 | Die Tesi 2D ist die Weiterentwicklung der Tesi 1D von 1991. Nach der Insolvenz von Bimota übernahm die kleine italienische Firma Vyrus die Tesi 1D und stellte Weiterentwicklungen auf Messen vor. Die Tesi 2D ist wieder ein reines Bimota-Produkt. Typisch für beide Tesi-Modelle 2D ist die Radnabenlenkung – eine Variante der Achsschenkellenkung. Die Entwicklung dieser Vorderradführung geht bei Bimota auf die achtziger Jahre zurück. Sie sollte eigentlich, zusammen mit dem selbstentwickelten V2-Zweitaktmotor, im Grand-Prix-Motorradrennsport eingesetzt werden. Eine weitere Besonderheit stellt die Konstruktion des Rahmens dar. Dieser wird durch zwei aufwendig gefräste Aluminiumplatten in Omega-Form gebildet. An diesem sind Hilfsrahmen für das Rahmenheck und für die Aufnahme des Lenkkopfes verschraubt. Das vordere Federbein ist auf markante Weise seitlich angebracht. Der luft-/ölgekühlte Ducati-V2-Motor mit 1079 cm³ erfüllte die Euro-3-Norm. Das Motorrad wiegt im fahrbereiten Zustand 168 kg. |      |
| Tesi 3D         | 2007–     | Gegenüber der Tesi 2D wurde die Vorderradschwinge in Gitterkonstruktion aus Chrom-Molybdän-Rohren gestaltet, Bimota bezeichnet die Lenkung als „mechanisch betätigte Achsschenkel-Lenkung“. Der 1100er Ducati-Motor wurde beibehalten und wird mit 98 PS Höchstleistung bei 7500/min angegeben, das „Trockengewicht“ beträgt 167 kg. |      |

Im Oktober 2019 wurde die Bimota Tesi H2 vorgestellt, welche mit dem 200 PS leistenden Kompressor-Vierzylinder Motor der Kawasaki Ninja H2 bestückt wird und ab 2020 gebaut werden soll.